# 漢霸陵
霸陵，汉文帝的陵寝，有时写作灞陵。位于陕西省西安市东郊白鹿原江村，因靠近霸水（今灞河）而得名。

## 位置与结构
霸陵是两座位于汉长安城东南的西汉帝陵之一（另一座是汉宣帝刘询的杜陵，其他九座西汉帝陵，都在渭河北面的咸阳原上）。至于为何霸陵选址在此，据推测和汉初仍被遵循的“昭穆制度”有关。最早追溯至《史记》的“霸陵山川因其故，毋有所改”，及至《漢書》更說“因山为藏，不复起坟”。使人錯誤理解霸陵是选择依山而建，以作防盗，並塑造成為中国历史上第一个依山凿穴为玄宫的帝陵模範，对六朝及唐代帝陵的建制影响极大。到了元代駱天驤的《類編長安志》更直指霸陵就在山頭鳳凰嘴裡。
現今考古確認其位置卻在鳳凰嘴以南二千多米。因應其天然平坦的草原地形，不作人工修改，更沒有凸起的人工封土，只在陵的四周邊界鋪了從霸水拿來的河卵石，此石圍界僅寛約1.5米，就此席地背山望河，節省大量人力。這印證了《史记》的補充“不治墳，欲為省，毋煩民”。

## 合葬陵和陪葬陵
西汉的陵寝制度一般是帝后合葬不合陵，即皇后与皇帝葬在同一处，但各立陵冢，稱為同塋異穴。因此，文帝陵地面不凸起，地面上的两个可见的覆斗形封土堆是母薄姬薄太后和妻竇皇后的陵冢。
薄姬的陵寝称为南陵，因其在霸陵西南。南陵在西安市东郊狄寨公社鲍旗寨村西北，封土与陵园遗址均有迹可寻。现高29.5米，周长为560米。陵冢四周有夯土筑成的陵园垣墙，垣墙正中建有门阙。陵园西北有从葬坑数十座，现清理20餘座，出土陶俑、陶罐、陶棺多件。雖然薄姬是汉太祖刘邦的妃子，但丈夫已与太后吕雉合葬在一起，所以她不能与丈夫合葬。其薄太后之稱呼乃儿子汉文帝登基后被尊稱的，而且南陵西隔渭水遥望丈夫的长陵，史书有“东望吾子，西望吾夫”的说法，当地人称为“望子冢”，從此可以判断，霸陵必在南陵附近。
文帝妻窦皇后陵在南陵北面，窦陵村西北，而《史记·外戚世家》记载，窦皇后是与文帝合葬在一起的。据目前的考证，窦皇后陵在距霸陵东北一公里左右，兩者的墓室最短相距5-6百米。窦皇后陵园垣墙为夯土筑成，其外園夯土牆延伸並包圍了霸陵。已发现有西汉筒瓦、板瓦、云纹瓦当等大量建筑遗存，可以推测陵园中原来必有较大规模的殿堂建筑。陵冢位于陵园正中，现高19米，周长564米。陵园之东有从葬坑多座，包括女儿馆陶公主刘嫖，以及刘嫖的情夫董偃等。现发掘36座，出土了造型优美的彩绘陶俑、陶罐和马、牛、羊等动物骨骼。

## 考古确认
2006年7月至2009年5月，西安市文物保护考古研究院发现了一座“亞”字形大墓及其周围的外藏坑、铺石遗迹、门阙遗址等。因其位于陕西省西安市灞桥区江村东，故称“江村大墓”。
江村大墓位于原国保单位认定霸陵所在的“凤凰嘴”地点南2,100米处。经过考古确认“凤凰嘴”地点并无汉代墓葬，而江村大墓为“亞”字形墓葬，是汉代最高规格的墓葬形制，江村大墓与窦皇后陵外围发现陵园园墙遗存，推测两座大墓可能共处同一座大陵园内。江村大墓外围有115座外藏坑经过考古挖掘了其中8座，就出土陶俑、铜印、铜车马器及铁器、陶器等1,500余件汉代文物。
2021年12月14日，中国国家文物局公布，经考古确认此前发现的“江村大墓”为真正的汉文帝墓葬，即霸陵。

## 陪葬墓被盗事件
2001年3月到12月间，汉文帝的一个大型皇室陪葬墓被数次盗掘。几次被盗导致近300文物流失，其中有6件陶俑被偷运出境。经过未知流通途径，这6件文物原本预备於2002年3月20日在纽约苏富比拍卖行被拍卖。得知文物要在中国境外被拍卖的情况后，国际刑警组织中国国家中心局通知了中国驻美大使馆，驻美使馆随后与美国政府进行交涉，美国海关阻止蘇富比拍賣这6件陶俑，並于2003年6月将該6件文物归还中国，未流出中国国境的其他几百件文物中，有部分被中国公安机关追回。